# Hôtel Scandic Continental
L'hôtel Scandic Continental est un hôtel situé dans le quartier de Norrmalm à Stockholm en Suède,.

## Description
L'hôtel est situé en face de Centralplan au coin de Vasagatan et de Klarabergsgatan à Norrmalm, dans le centre-ville de Stockholm. 
L'hôtel a ouvert ses portes le 1er avril 2016, succédant à son prédécesseur l'hôtel Continental situé au même endroit.

## Architecture
L'ensemble d'une surface au sol de 28 000 mètres carrés, a été conçu par le cabinet d'architectes 3XN. 
Il est divisé en quatre volumes. 
Le bâtiment le plus bas en direction de Vasagatan se compose de 8 étages pour une hauteur de 34,2 mètres.
Le bâtiment le plus haut dans le coin diagonalement opposé en direction de Klarabergsgatan compte 17 étages et sa hauteur est de 61,8 mètres. 
Les façades de l'édifice ont été conçues avec une combinaison de surfaces de façade denses et transparentes.
Des terrasses sur le toit ont été construites au-dessus de trois des quatre volumes. 
L’une des terrasses est ouverte au public. 
La terrasse sur le toit du 12e étage est destinée aux clients de l'hôtel et la troisième terrasse sur le toit du 15e étage est constituée d'une cour résidentielle appartenant aux 20 appartements qui ont été construits en même temps. 
La quatrième zone de toit faisant face à Klarabergsgatan a été construite avec un toit végétalisé, pour la gestion locale des eaux pluviales. 
La partie hôtelière abrite environ 400 chambres, qui donnent en partie sur les rues environnantes et en partie sur un atrium central. 
Les espaces publics de l'hôtel donnent un accès direct à la gare de Stockholm City (en) de la Citybanan et aux rues environnantes. 
L'emménagement a eu lieu le 1er avril 2016.
En 2017, le nouvel hôtel Continental a été nommé parmi les dix candidats au titre de Bâtiment de l'année à Stockholm. Le jury a commenté : « Un bâtiment qui suscite des émotions et s'intègre parfaitement dans l'espace public. Un pôle d'attraction qui met en scène les flux urbains, actuels et futurs. Des solutions et des fonctions complexes qui relient la ville verticalement et horizontalement. Un bâtiment propice au mouvement et aux rencontres. »

## Galerie

L'extérieur
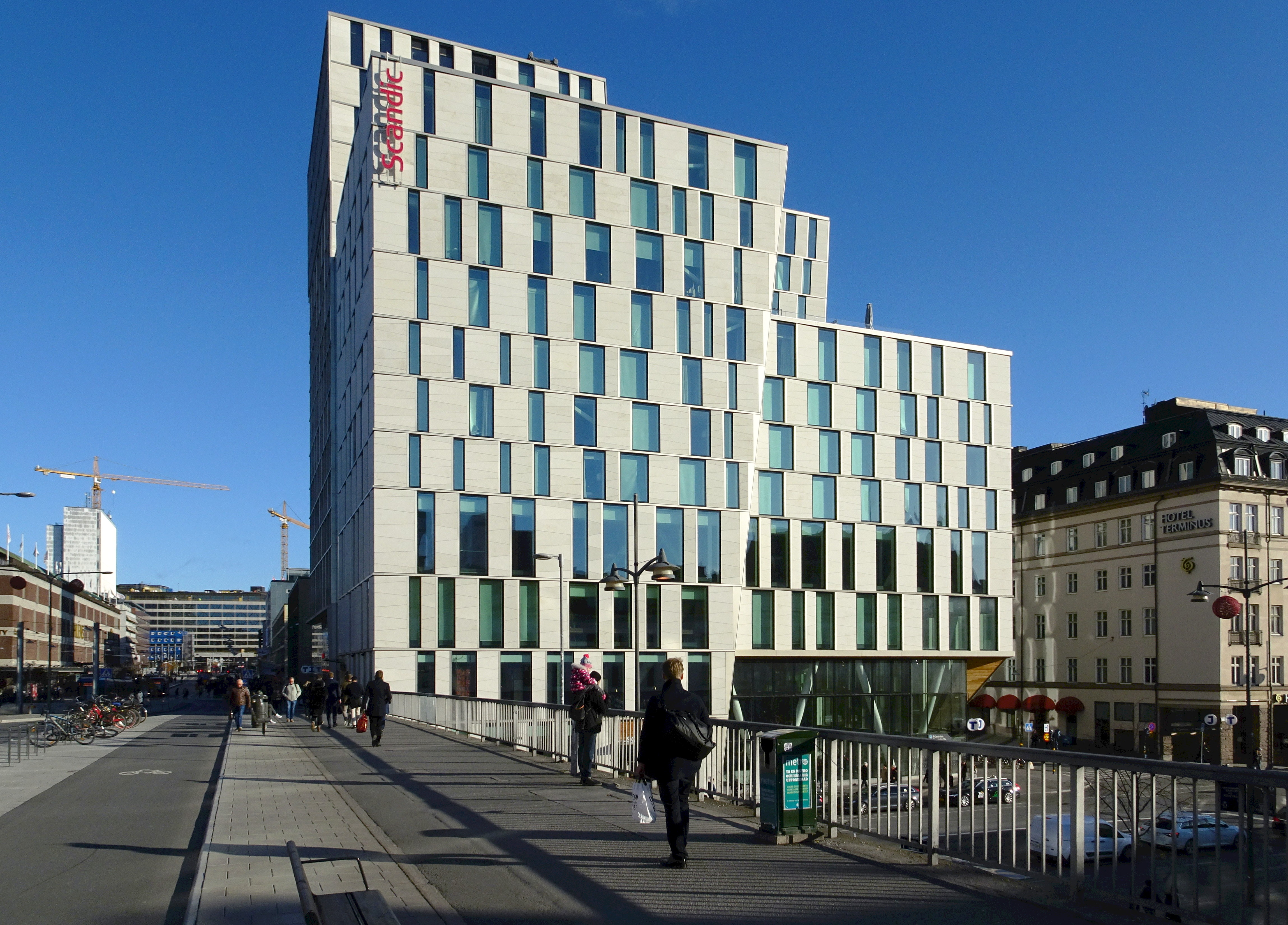
L'hôtel vu de Klarabergsviadukten.
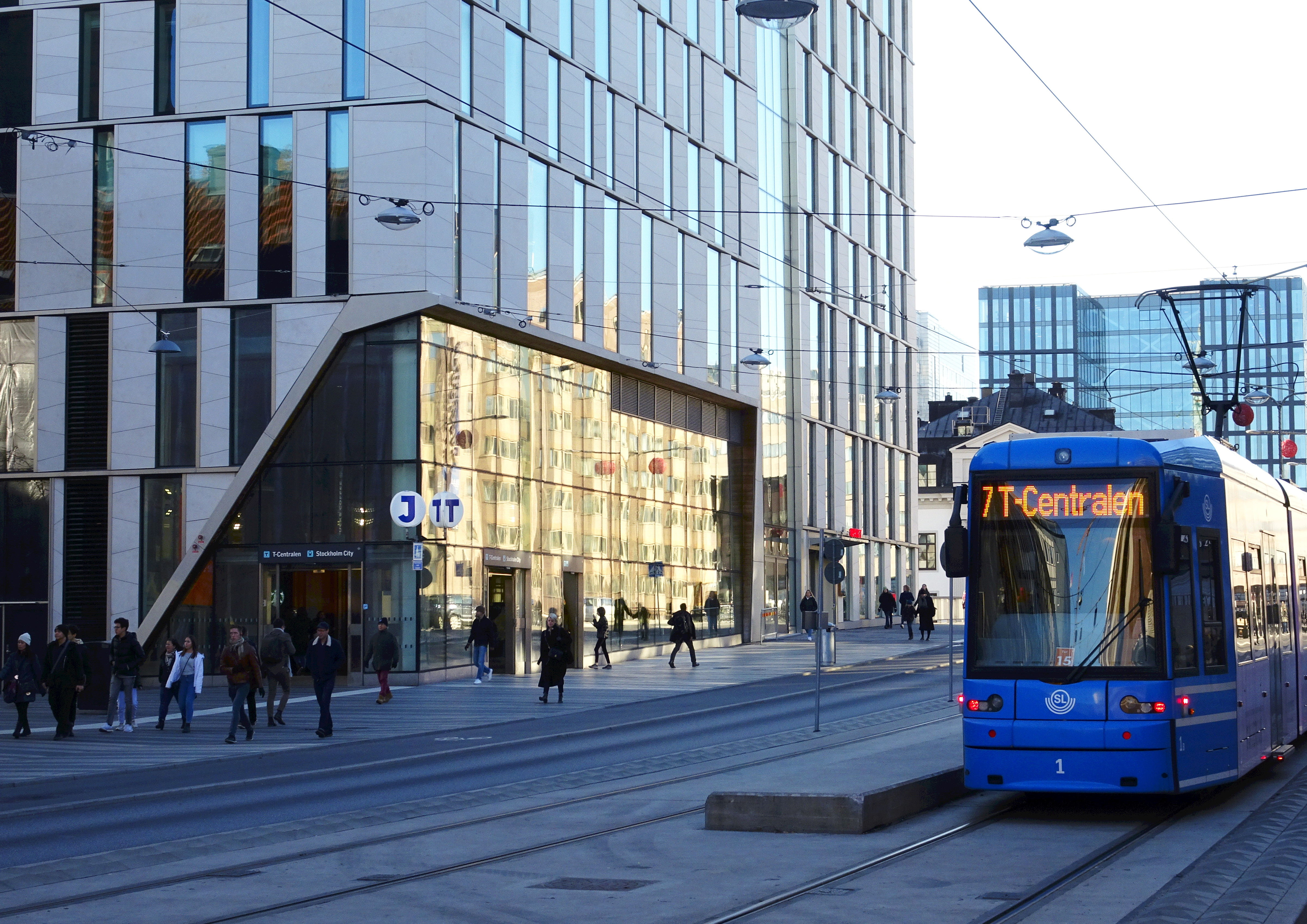
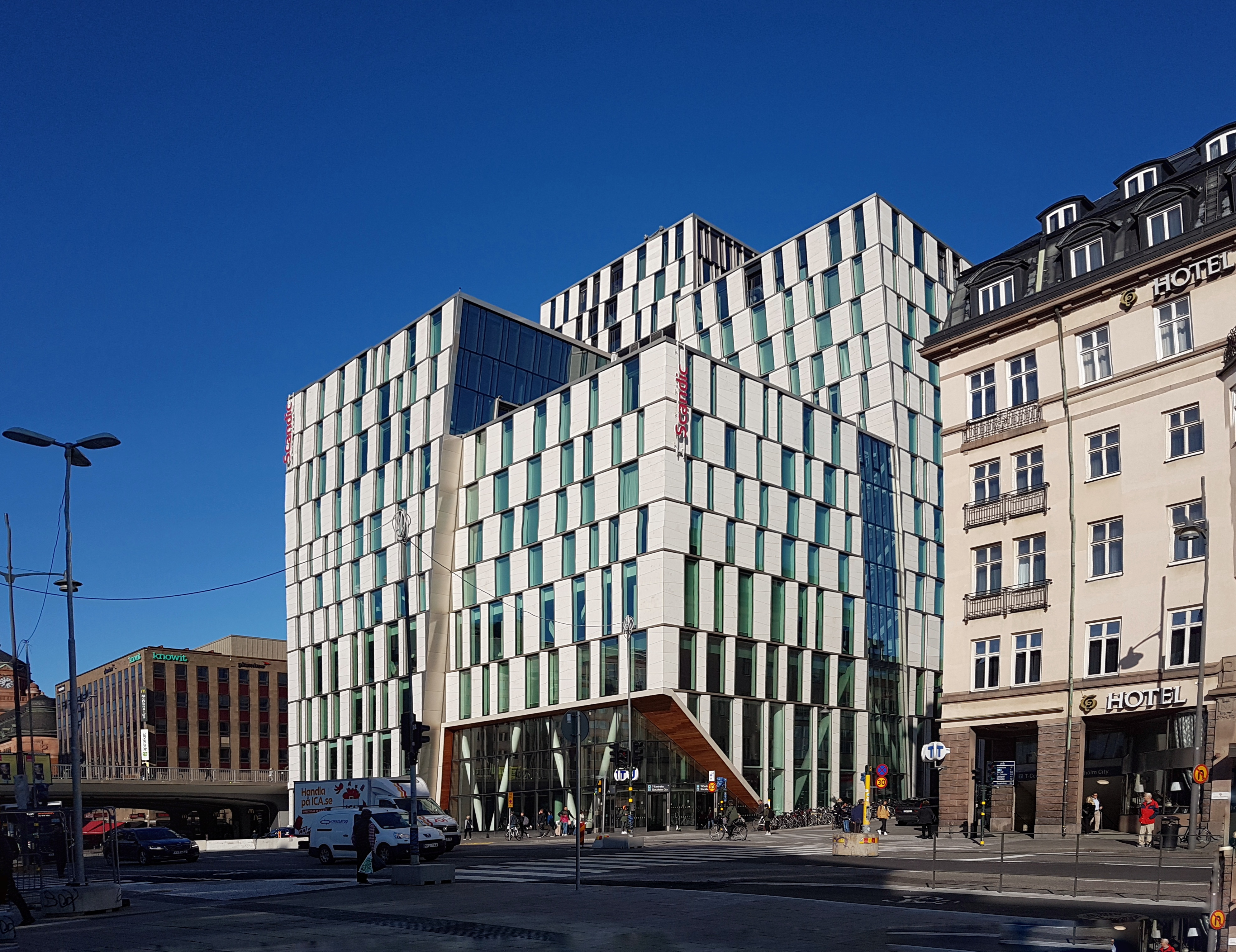

L'intérieur
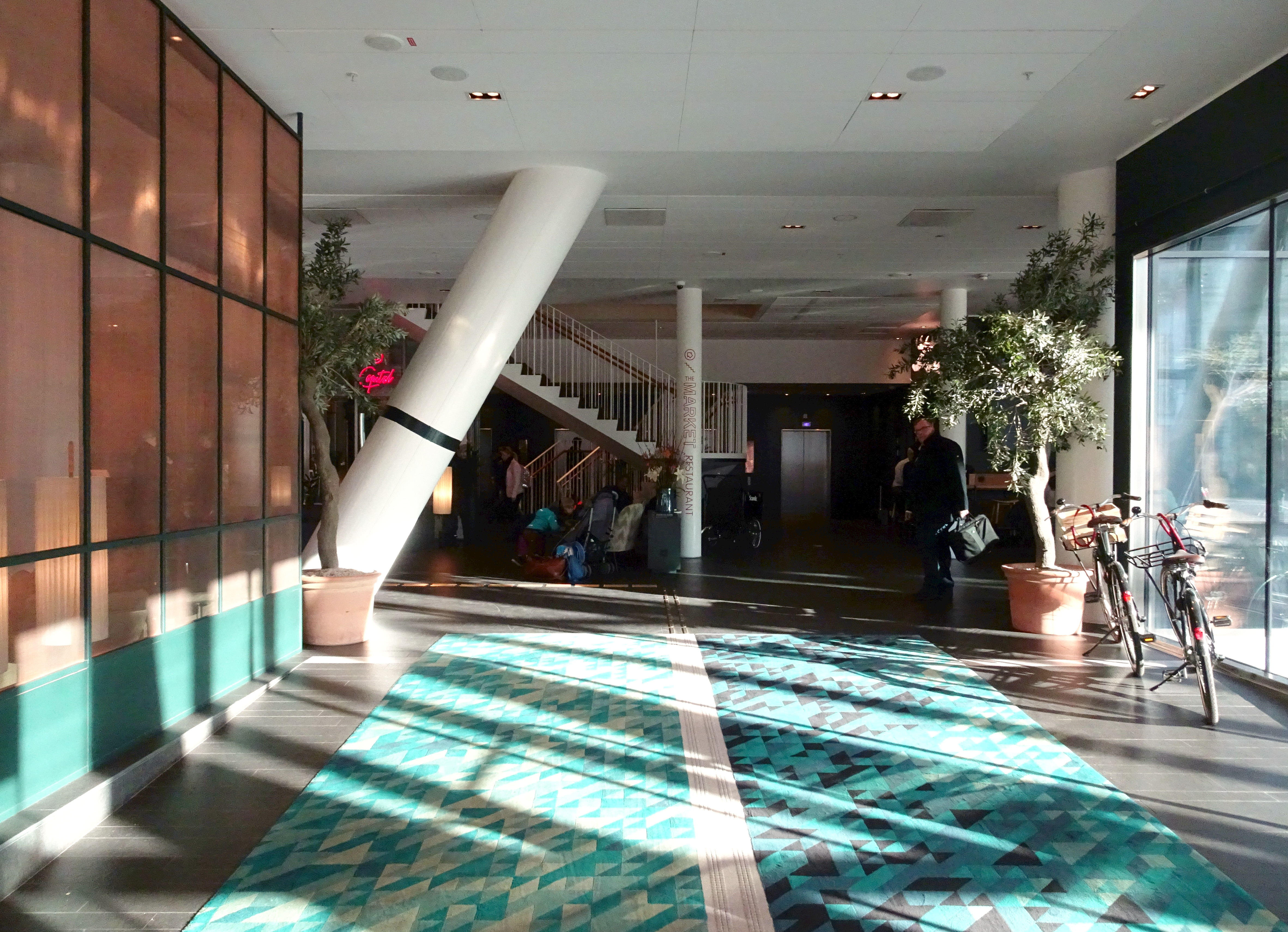
Hall d'entrée de Vasagatan.
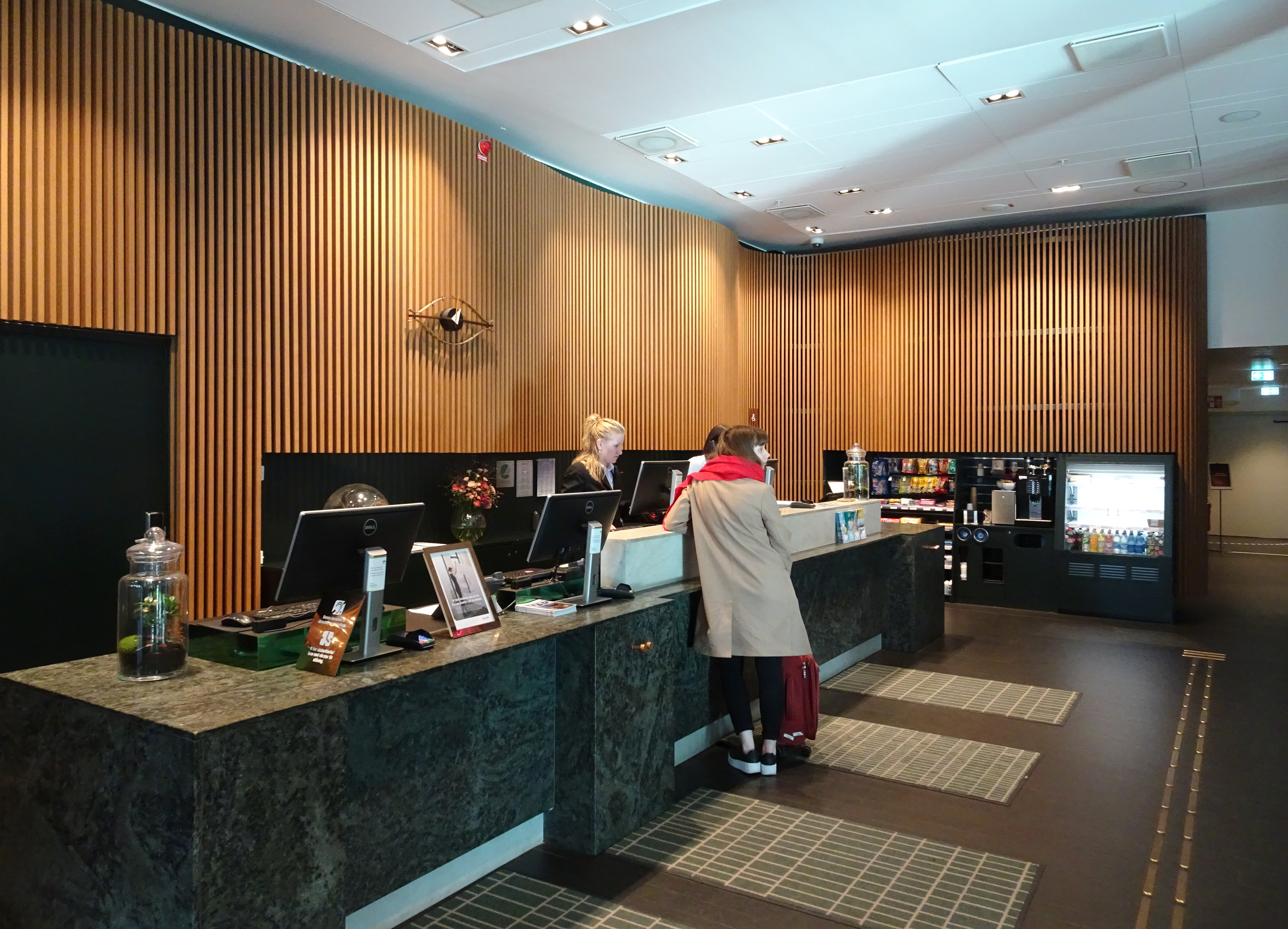
Réception
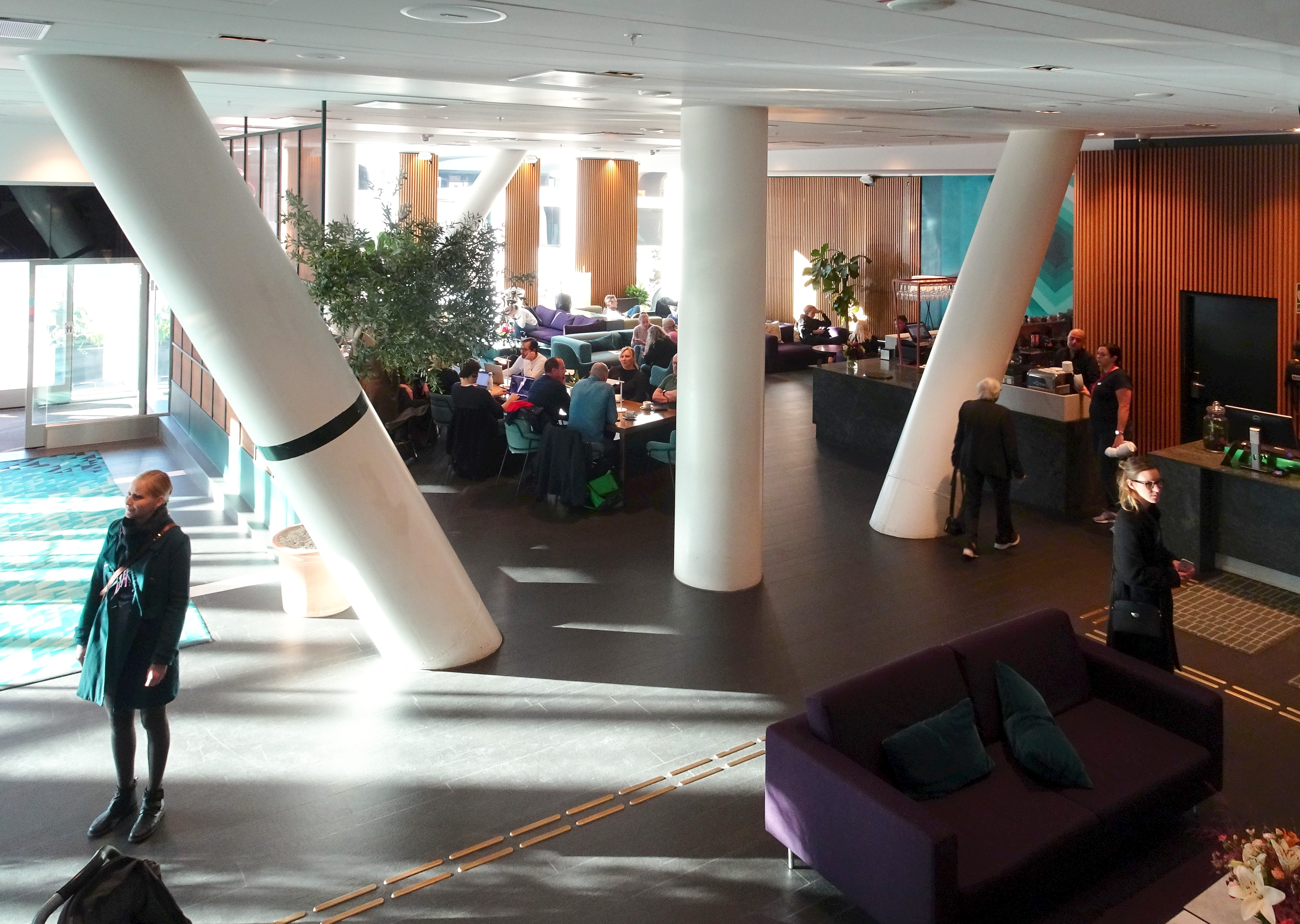
Hall d'entrée, lobby
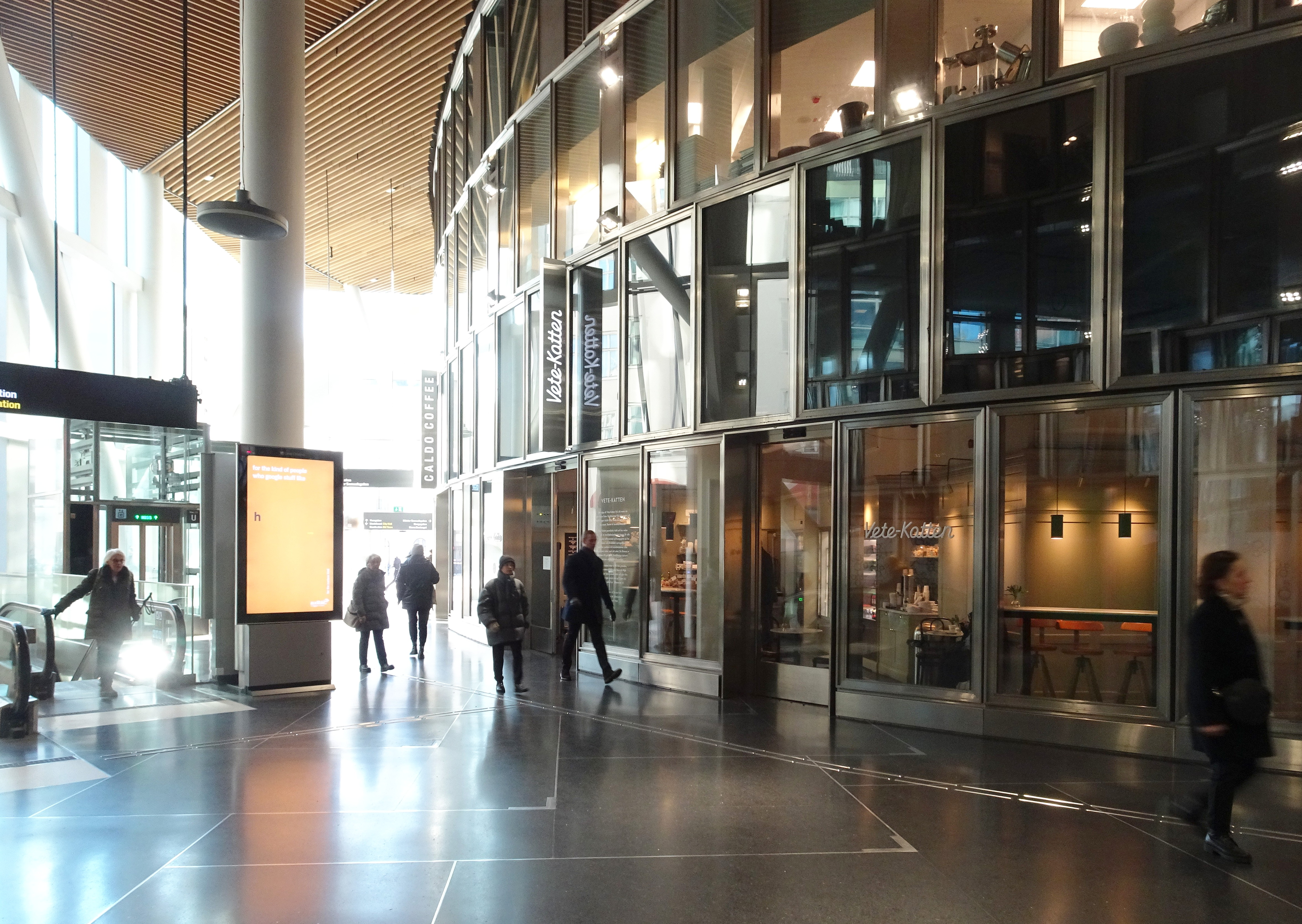
T-Centralen.

## Voir  aussi